# Drop (альбом Thee Oh Sees)
Drop — пятнадцатый студийный альбом американской рок-группы Thee Oh Sees из Сан-Франциско. Он был выпущен 15 апреля 2014 года лейблом Castle Face Records. Это девятый альбом, выпущенный под полным названием «Thee Oh Sees», после того как группа ранее была известна как «OCS», «The Ohsees» и «The Oh Sees». В первую очередь, совместная работа основного участника Джона Дуайера и постоянного соавтора Криса Вудхауса.
Альбом был выпущен после первоначальных планов Thee Oh Sees взять «заслуженный перерыв» и был записан во время «переходного периода» для группы. В нём не участвовали тогдашние участники группы Бриджид Доусон (вокал, клавишные), Пити Даммит (бас, гитара) и Майк Шоун (ударные), а после выпуска альбома Дуайер переформировал состав Thee Oh Sees в три человека, в том числе себя, бас-гитариста Тима Хеллмана и барабанщика Ника Мюррея для сопровождающего тура Drop.

## История
В 2013 году Thee Oh Sees выпустили свой четырнадцатый студийный альбом Floating Coffin, получивший широкое признание критиков и сопровождавшийся обширными гастролями. В декабре 2013 года на концерте в Сан-Франциско основной участник Джон Дуайер объявил публике: «Это будет последнее шоу [Thee] Oh Sees на долгое время, так что наберитесь терпения», что вызвало слухи о том, что группа уходит на длительный перерыв после нескольких лет непрерывных релизов и гастролей.
В это время Джон Дуайер и вокалистка и клавишница Бриджид Доусон покинули родной город группы Сан-Франциско, Дуайер переехал в Лос-Анджелес, а Доусон — в Санта-Крус. Агент по бронированию Thee Oh Sees, Энни Саутворт, подтвердила слухи о перерыве, заявив: «Им нужен перерыв после пяти лет подряд, так что да — время перерыва. [Будет] немного сложно продолжать выступать во всех этих разных местах, так что кто знает, что произойдёт. Держим пальцы крестиком — мы все держим пальцы крестиком — чтобы это не закончилось окончательно».
Однако Дуайер отметил, что группа не распалась. В сообщении на официальном сайте группы он написал: «Дорогие поклонники Oh Sees, спасибо вам за всю вашу поддержку. Группа не распадается. Это просто заслуженный перерыв и переходный период. Новый альбом Thee Oh Sees выйдет в начале 2014 года, и мы посмотрим, что будет с живыми выступлениями. До тех пор будьте здоровы». Размышляя о путанице, Дуайер позже заметил: «Я просто сказал, что беру перерыв, пока переезжаю в Лос-Анджелес. Это была перезагрузка моей жизни. Я стал старше, мне нужно больше места. Я не могу сказать ничего плохого о Сан-Франциско, он был просто чертовски переполнен».

## Отзывы
| Совокупная оценка    | Совокупная оценка |
| Источник             | Оценка            |
| -------------------- | ----------------- |
| Metacritic           | 80/100            |
| Оценки критиков      |                   |
| Источник             | Оценка            |
| AllMusic             | [ 6 ]             |
| Consequence of Sound | A−                |
| Pitchfork            | 7.8               |

Альбом получил положительные оценки и признание от музыкальных критиков. На интернет-агрегаторе Metacritic, который присваивает нормализованный рейтинг из 100 баллов по рецензиям основных изданий, альбом Floating Coffin получил средний балл 80 из 100, основанный на нескольких профессиональных рецензиях.
Марк Деминг написал в AllMusic, что «Для группы, которая построила карьеру на том, что позволила своему коллективному фрик-флагу развеваться, Thee Oh Sees, похоже, целенаправленно двигаются к чему-то похожему на нормальность. Floating Coffin 2013 года показал, что они пытливо тыкают в рамки чистого хард-рока, а с Drop 2014 года Thee Oh Sees аналогичным образом играют с поп-песнями. В этих мелодиях определённо есть побочная порция психоделии, как и можно было ожидать, но сочащиеся гитарные фрик-ауты и эпические шумовые баталии, которые раньше были традиционной чертой альбома Oh Sees, как правило, не материализуются. Вместо этого Drop представляет собой сборник песен, длящихся от двух до четырёх минут, многие из которых могут похвастаться более чистыми аранжировками, чем обычно, а также настоящими припевами. „Lens“ со своими скромными струнными диаграммами мог бы сойти за немного барочной попсы в стиле Left Banke, а „The King’s Noise“ носит на рукаве свои причудливые псевдобританские претензии, в то время как слои синтезаторов в „Transparent World“ звучат скорее как винтажный прог-рок, чем обычные малобюджетные галлюцинаторные бредни Thee Oh Sees. Конечно, можно найти много фузза и лизергиновых визгов синтезатора, но у „Penetrating Eye“ есть настоящая мелодия и припев „la la la“ для подпевания, а заглавный отрывок соответствует дикому фуззу гитары Джона Дуайера с бодрой мелодией, подходящей для танцев. И в великой поп-традиции Drop не тратит много времени, прокручивая свои девять песен за 32 минуты и оставляя слушателя желать большего. В Drop достаточно личности Thee Oh Sees, чтобы поклонники легко узнали её, но если вас когда-либо отталкивали их слои скронка или кислотные путешествия в звуковую глушь, Drop вполне может стать альбомом, на котором эта группа наконец-то вас настигнет».

## Список композиций
Слова и музыка всех песен — John Dwyer.
| №  | Название                        | Длительность |
| -- | ------------------------------- | ------------ |
| 1. | «Penetrating Eye»               | 3:23         |
| 2. | «Encrypted Bounce»              | 5:41         |
| 3. | «Savage Victory»                | 4:07         |
| 4. | «Put Some Reverb on My Brother» | 2:37         |
| 5. | «Drop»                          | 2:30         |
| 6. | «Camera (Queer Sound)»          | 3:11         |
| 7. | «King's Nose»                   | 3:36         |
| 8. | «Transparent World»             | 3:31         |
| 9. | «The Lens»                      | 2:36         |